# Нижній Сардик
Нижній Сарди́к (рос. Нижний Сардык, башк. Түбәнге Сәрҙек) — присілок у складі Туймазинського району Башкортостану, Росія. Входить до складу Татар-Улкановської сільської ради.
Населення — 209 осіб (2010; 192 у 2002).
Національний склад:
- башкири — 65 %
- татари — 31 %

У присілку народився артист, режисер, художній керівник Альметьєвського татарського театру Каміль Валієв (1942).